# Chatenet
Chatenet ist eine südwestfranzösische Gemeinde mit 217 Einwohnern (Stand: 1. Januar 2022) im Département Charente-Maritime in der Region Nouvelle-Aquitaine (vor 2016 Poitou-Charentes). Sie gehört zum Arrondissement Jonzac und zum Kanton Les Trois Monts. Die Einwohner werden Chatenois genannt.

## Lage
Chatenet liegt etwa 55 Kilometer nordnordöstlich von Bordeaux an der Seugne. Umgeben wird Chatenet von den Nachbargemeinden Le Pin im Norden, Chantillac im Norden und Nordosten, Chevanceaux im Osten, Sainte-Colombe im Südosten und Süden, Polignac im Süden sowie Sousmoulins im Westen.

## Bevölkerungsentwicklung
| Jahr                       | 1962 | 1968 | 1975 | 1982 | 1990 | 1999 | 2008 | 2013 | 2019 |
| Einwohner                  | 268  | 275  | 215  | 210  | 195  | 188  | 213  | 238  | 215  |
| Quellen: Cassini und INSEE |      |      |      |      |      |      |      |      |      |

## Sehenswürdigkeiten
- Kirche Saint-Symphorien aus dem 12. Jahrhundert, früheres Priorat des Augustinerordens

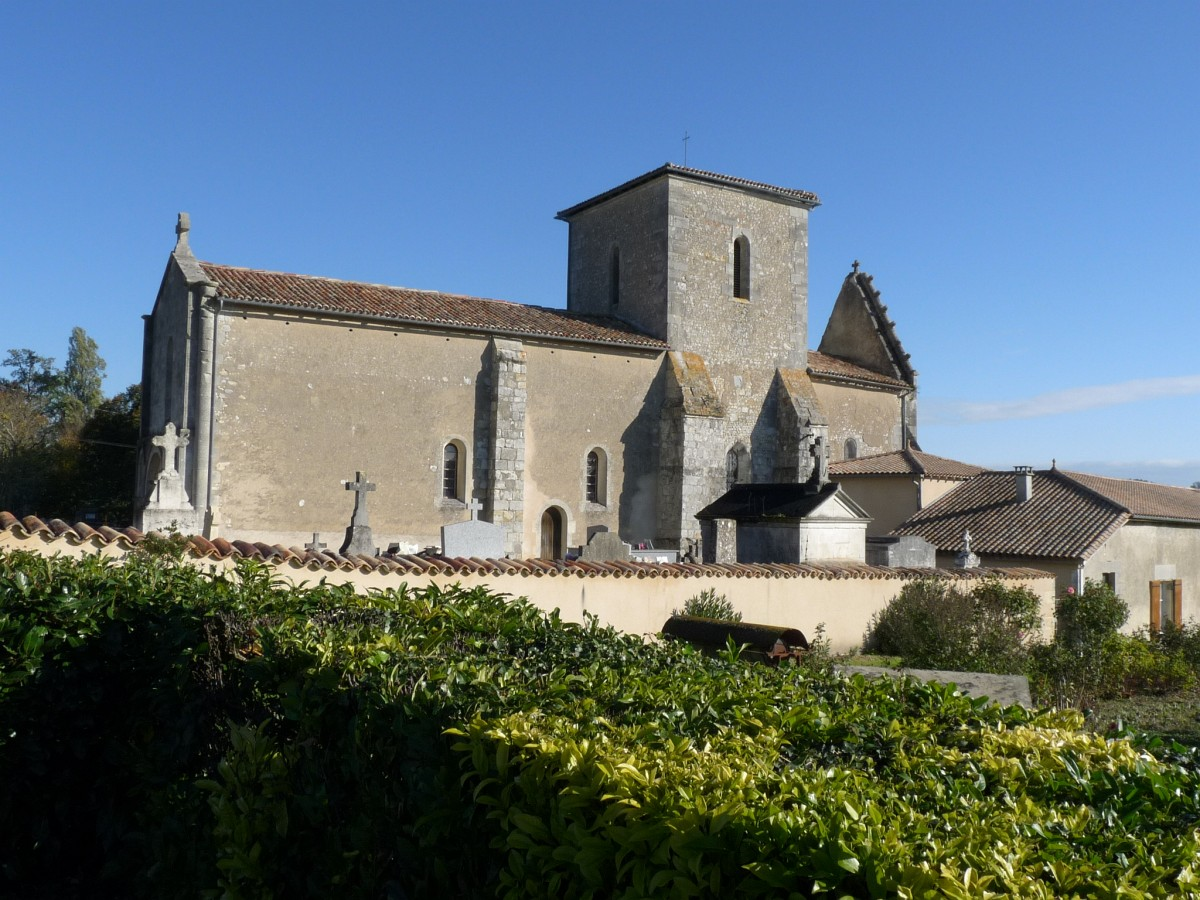
Kirche Saint-Symphorien

- Mehrere Domänen